# 高山族
高山族（こうざんぞく、カオシャンぞく）は広義には、台湾原住民の総称、狭義には台湾原住民のうち漢化（漢人化、漢文化化）しなかった部族の総称。漢化が進んだものは平埔族と呼ばれる。

## 中華民国（台湾）の高山族
台湾原住民のうち、山地や東海岸や離島に居住し、漢人への同化が進まなかった諸民族を指す総称だが、現在はほとんど用いられない。人口は約50万人。清朝時代には「生番」、日本統治時代初期には「生蕃」と呼称されていたが（「番」も「蕃」も中華文明世界の外の意、漢人への同化が進んでいたものは「熟番（蕃）」と呼称された）、日本統治時代中期である1935年（昭和10年）6月4日に台湾総督府が公布した「戸口調査規定」において、先住少数民族に対する差別的呼称「生蕃」と「熟蕃」を「高砂族」（たかさごぞく）と「平埔族」に改正した。この改称は、秩父宮雍仁親王の要請によると言われている。国民党統治後は、台湾原住民族と呼ばれ、また以下の各民族の名称を用いる。

### 現在の各民族の名称
- タイヤル族(泰雅族)
- サイシャット族(賽夏族)
- ブヌン族(布農族)
- ツォウ族(鄒族)
- ルカイ族(魯凱族)
- パイワン族(排灣族)
- プユマ族(卑南族)
- アミ族(阿美族)
- タオ族(達悟族)
- タロコ族(太魯閣族)
- サキザヤ族(撒奇萊雅族)
- サオ族(邵族)
- セデック族(賽德克族)
- クバラン族(噶瑪蘭族)
- サアロア族(拉阿魯哇族)
- カナカナブ族(卡那卡那富族)
- タイボアン族(大満族)
- ヤミ族(雅美族)

## 中華人民共和国（中国大陸）の高山族
中華民国は既に消滅した国家であると主張する中華人民共和国は、台湾を中華人民共和国の一部(台湾省)であると主張しているため、「高山族」を中国における55の少数民族の一つとみなしている。なお、2010年現在、中華人民共和国が統治している領域内に居住している高山族は4009人であり、多くは河南省や福建省(中華人民共和国実効支配区域)、広西省などに居住している。

## 取り上げた作品
※発表順
映画
- サヨンの鐘（1943年） - 実話を基にした高砂族の娘サヨンの物語。李香蘭主演。
- カミカゼ野郎 真昼の決斗（1966年） - 主人公（千葉真一）が逃走中に遭遇するシーン
- セデック・バレ